# 大正
大正（たいしょう）は、日本の元号の一つ。
明治の後、昭和の前。大化以降229番目、245個目の元号である。大正天皇の在位期間である1912年（大正元年）7月30日から1926年（大正15年）12月25日まで。
日本の元号として初めて、元年から最終年である15年までの全期間グレゴリオ暦が用いられた。日本史の時代区分上では、元号が大正であった期間を大正時代（）という。本項ではこの時代についても記述する。

## 改元
- 1912年（明治45年）7月30日 - 明治天皇が崩御して皇太子嘉仁親王（後の大正天皇）が践祚（即位）したため、登極令（1909年〈明治42年〉公布）に基づき改元の詔書を公布、即日施行して同日は「大正元年7月30日」となった。

大正改元の詔書（1912年〈明治45年〉7月30日）
- 1926年（大正15年）12月25日 - 大正天皇が47歳で崩御し、その長男である皇太子裕仁親王（後の昭和天皇）が25歳で践祚したため昭和に改元。同日は「昭和元年12月25日」となった。なお、皇太子裕仁親王は1921年（大正10年）11月25日以降、持病が篤くなった大正天皇の摂政を務めている。

## 概要
大正時代（1912年-1926年）は、大正天皇の在位した期間を指している。
日本史の時代区分は通常（一世一元の制以前）、古墳・飛鳥・奈良・平安・鎌倉・室町・安土桃山・江戸と政権の中心地による呼称である。大正時代は（年数が大正元年〜大正15年の15年間で、期間は1912年〜1926年の14年間）日本史で一番短い時代区分である。
大正年間には、2度に及ぶ護憲運動（憲政擁護運動）が起こり、明治以来の超然内閣の政治体制が揺らいで、政党勢力が進出することになった。それらは大正デモクラシーと呼ばれて、尾崎行雄・犬養毅らがその指導層となった。
大正デモクラシー時代は1918年（大正7年）の米騒動の前と後で区別されることが多いが、米騒動の同年に初めて爵位を持たない非華族階級であり、衆議院に議席を有する原敬（「平民宰相」とあだ名された）が本格的な政党内閣（＝原内閣）を組織した。
原は卓越した政治感覚と指導力を有する政治家であり、「教育制度の改善」、「交通機関の整備」、「産業および通商貿易の振興」、「国防の充実」の4大政綱を推進したが、普通選挙法に反対するなどその登場期に平民達に期待された程の改革もなさないままに終わり、1921年（大正10年）大塚駅員だった中岡艮一により東京駅構内で暗殺された（原敬暗殺事件）。
この前後の時期は普選運動が活発化して、平塚雷鳥や市川房枝らの婦人参政権運動も活発だった。
1925年（大正14年）には加藤高明内閣下で普通選挙法が成立したが、同時にロシア革命の勃発による国内での社会主義・共産主義思想の台頭への警戒感から治安維持法が制定された。言論界も活況を呈して、皇室を有する君主制と民主主義を折衷しようとした吉野作造の民本主義や美濃部達吉の天皇機関説などが現れた。
1921年（大正10年）11月25日に皇太子裕仁親王が大正天皇の病状悪化によって摂政宮となった。明治時代を見直す機運から明治天皇と昭憲皇太后を祀る明治神宮が大正9年（1920年）11月1日創建された。
1923年（大正12年）に加藤友三郎首相が在任中に死去して8日後に関東大震災が起こり、首都東京が壊滅的な打撃を受けた。放火デマや鮮人差別意識で自警団が結成及び組織されて関東大震災朝鮮人虐殺事件が起きた。後藤新平による帝都東京復興計画が実施された関東大震災後、山本権兵衛元首相が再度政権に返り咲き、第2次山本内閣が成立した。その後、第二次護憲運動（憲政擁護運動）が起こり、護憲三派内閣として加藤高明内閣が成立した。
日本も連合国として勝者の側につき、列強「五大国」の一員となった第一次世界大戦後には、ベルサイユ・ワシントン体制に順応的な幣原喜重郎外相による幣原外交（加藤高明内閣）が展開され、中華民国への内政不干渉、ソビエト連邦との国交樹立など、一定のハト派・国際協調的な色彩を示した。
大正時代は藩閥的な超然内閣を主導していた江戸時代生まれの元勲たちが政界から引退したり他界して、高等教育機関で養成された世代の人々が社会の中枢を担うようになっていった。
特に、日本軍においては、陸軍ならば陸軍士官学校・陸軍大学校、海軍ならば海軍兵学校・海軍大学校で教育を受けた新世代の軍人が、明治後期から軍の要職を占めるようになっていった。
国外では第一次世界大戦の結果として、王政打倒の革命が起きた。敗戦国のドイツやオーストリアや連合国からドイツと和解して戦線から離脱したロシアなどで君主制が廃止された。ロシア革命では世界初の社会主義国のソビエト連邦が成立した。ドイツではワイマール憲法のもとドイツ共和国（ヴァイマル共和政）が誕生した。共和制国家の成立は、デモクラシーの勝利とされた。
しかし、日本において共和制の誕生は天皇制・皇室廃止の意味があり、労働運動の高まりを利用して共産主義が広まることを警戒して治安維持法が制定された。多くの国で君主制が廃止されたことが口実となった。共産主義思想は日本のインテリ層に影響を与え、大正期の知識人は、改造・革新・革命・維新の4種類を政治運動のスローガンに掲げた。
文化風俗面の特徴としては、近代都市の発達や経済の拡大に伴い都市文化、大衆文化が花開き、「大正モダン」と呼ばれる華やかな時代を迎えた。女性の就労も増え、それまでの女工などに代わって、電話交換手や女子事務員など「職業婦人」と呼ばれる層が現れ、カフェの女給、バスガール、デパート店員、女医、映画女優といった新しい職業も人気となり、東京や横浜、大阪や神戸などでは大企業や外資系企業に勤める大学卒で高収入なホワイトカラーが登場し、断髪で洋装のモガ（モダンガールの略。男性はモボ）が登場した。
大正年間を通じて、都市にこうした享楽的な文化が生まれる反面、スラムの形成、民衆騒擾の発生、労働組合と小作人組合が結成されて、労働争議が激化するなど社会的な矛盾も深まっていった。

## 護憲運動と政治

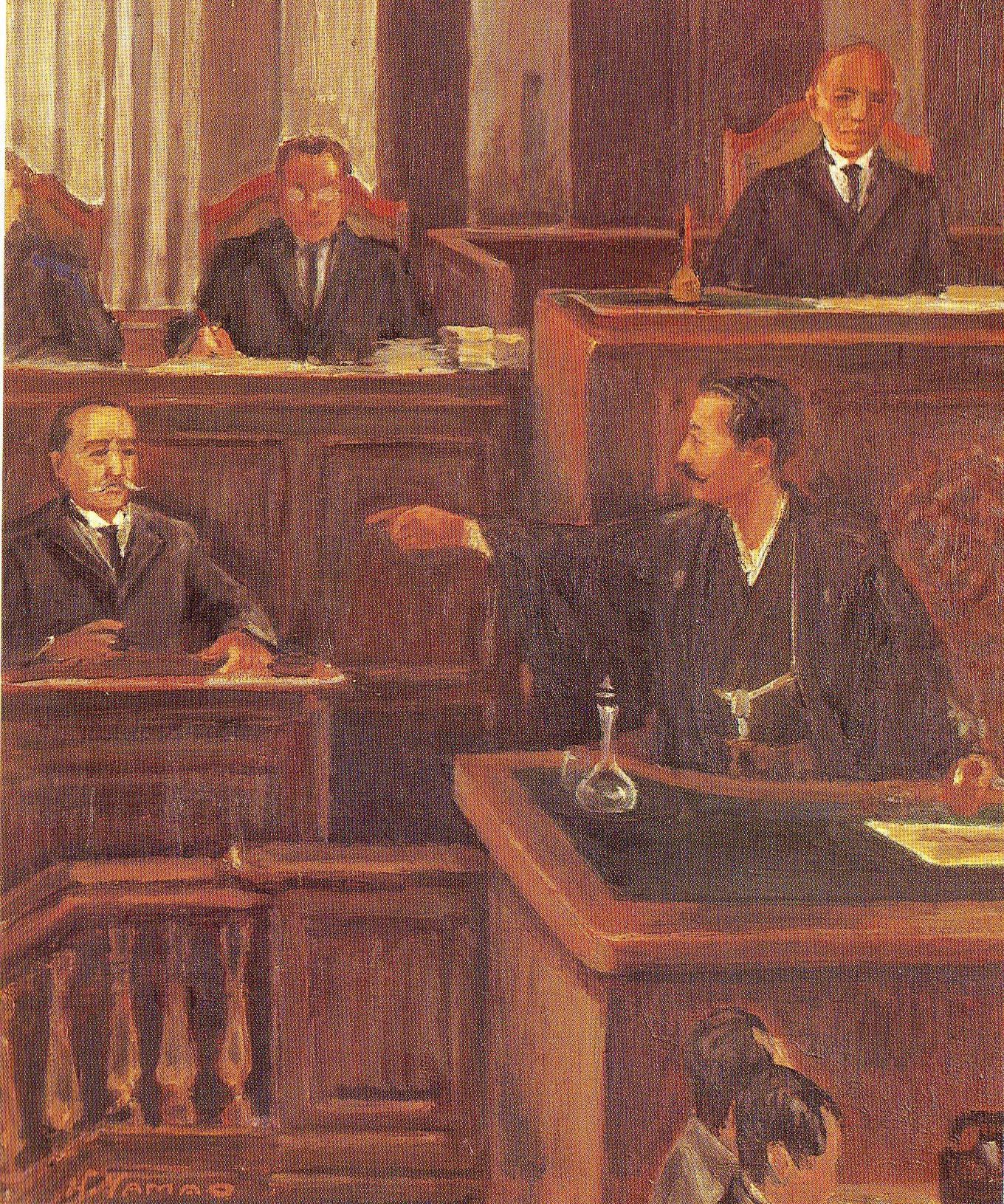
1913年（大正2年）2月5日、尾崎行雄の桂内閣弾劾演説（大正政変）
-----
1913年（大正2年）2月5日、桂太郎首相の施政方針演説に対する質問に立った尾崎行雄は桂首相を激しく糾弾した。

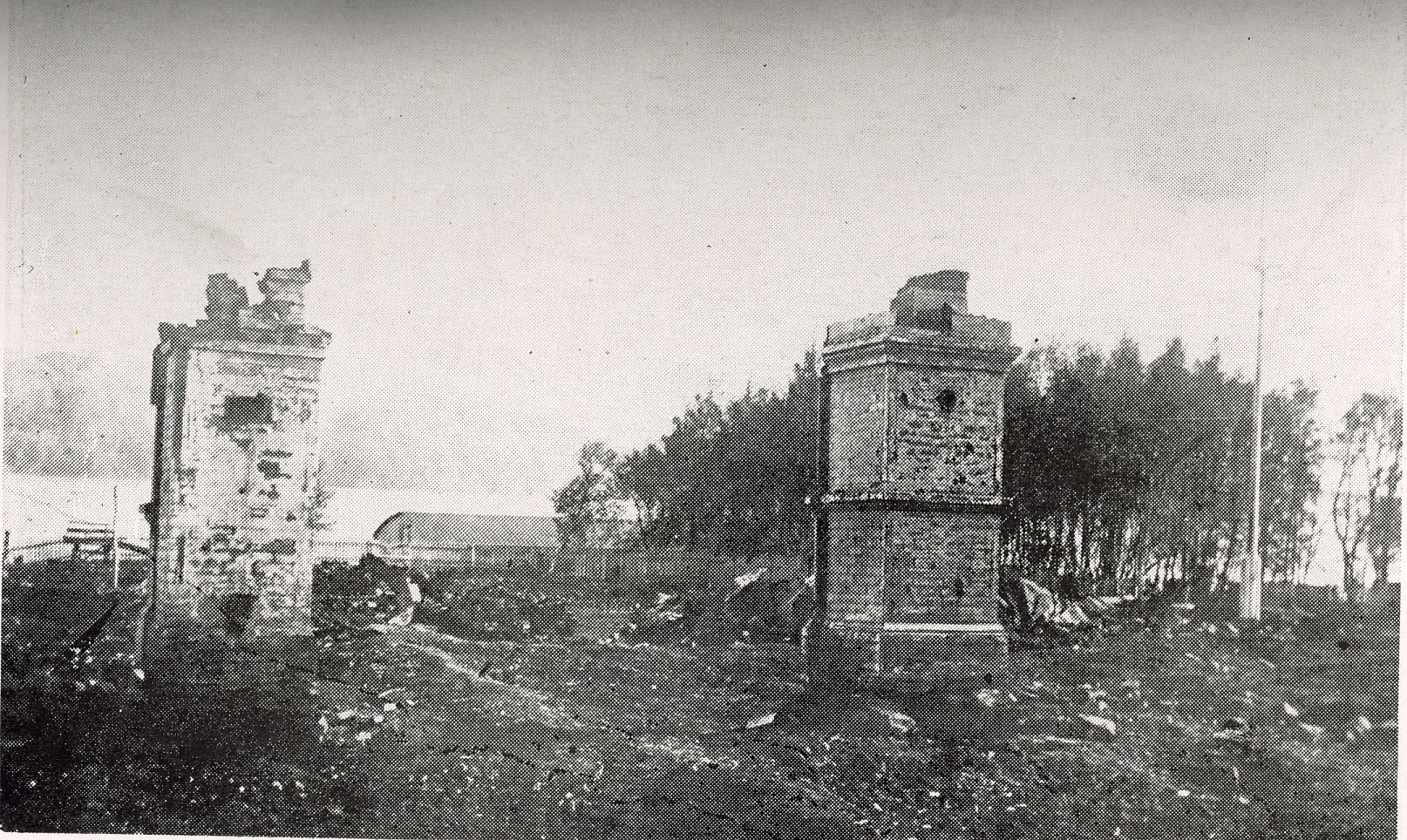
1920年（大正9年）、赤軍の攻撃により燃え落ちた日本領事館（尼港事件）
-----
ニコラエフスク住民数千人と共に、日本人700人余りが殺害された。

1911年（明治44年）に第2次西園寺内閣が成立した頃、日本の国家財政は非常に悪化していたが、中国の辛亥革命に刺激された陸軍は、抗日運動対策も兼ねて、前年に併合した朝鮮に駐屯させる2個師団の増設を強く政府に迫った。緊縮財政方針の西園寺公望がこれを拒否し、政府・与党（立憲政友会）と陸軍が対立すると、多くの国民が陸軍の横暴に憤り、政治改革の機運が高まった。また1912年（明治45年／大正元年）7月30日に明治天皇が崩御して大正天皇が即位したり、美濃部達吉が『憲法講話』を刊行して、天皇機関説や政党内閣論を唱えたことも国民に新しい政治を期待させた。
1912年（大正元年）の末、2個師団増設が閣議で承認されなかったことに抗議して、上原勇作陸相が単独で辞表を大正天皇に提出し、陸軍が軍部大臣現役武官制を楯にその後任を推薦しなかったため、西園寺内閣は総辞職に追い込まれた。代わって長州閥と陸軍の長老である桂太郎が、就任したばかりの内大臣と侍従長を辞して第3次桂内閣を組織すると、「宮中府中の別」の原則を無視して宮中の職から首相に転じたことが、藩閥勢力が新天皇を擁して政権独占を企てているとの非難の声が上がった。
立憲国民党の犬養毅と立憲政友会の尾崎行雄を先頭とする野党勢力や新聞に、商工業者や都市部の知識人階級も加わり、「閥族打破・憲政擁護」を掲げる運動が全国に広がった（第一次護憲運動）。桂は立憲同志会を自ら組織してこれに対抗しようとしたが、護憲運動は強まる一方だったので1913年（大正2年）、民衆が議会を包囲するなか在職わずか50日余で退陣した（大正政変）。
桂のあとは、薩摩出身の海軍大将である山本権兵衛が立憲政友会を与党に内閣を組織した。山本内閣は行政整理を行うとともに、文官任用令を改正して政党員にも高級官僚への道を開き、また軍部大臣現役武官制を改めて、予備・後備役の将官にまで資格を拡げ、官僚・軍部に対する政党の影響力拡大に努めたが1914年（大正3年）、外国製の軍艦や兵器の輸入を巡る海軍高官の汚職事件（シーメンス事件）が発覚すると、都市民衆の抗議行動が再び高まり、やむなく退陣した。
これを見た山縣有朋ら元老は庶民の間で人気のある大隈重信を急遽後継首相に推薦し、第2次大隈内閣が成立した。大隈は立憲同志会を少数与党として出発したが、1915年（大正4年）の総選挙で立憲同志会などの与党が立憲政友会に圧勝した。この結果、懸案の2個師団増設案は議会を通過した。また同内閣下で第一次世界大戦が勃発しており、同盟国イギリスがドイツ帝国に宣戦すると、日本は日英同盟を理由にドイツに宣戦し、中国におけるドイツの植民地青島、山東省、南洋諸島の一部を占領した。ついで大戦のためヨーロッパ諸国が中国問題に介入する余力のないのを利用して、1915年（大正4年）に袁世凱政府に、加藤高明外相が二十一か条の要求を提出した（対華21ヶ条要求）。
続く寺内政権では、袁政権の後継となった北方軍閥の段祺瑞内閣に巨額の借款を与えて（西原借款）、政治・経済・軍事にわたる中国における日本の権限を拡大しようと努めた。極東の権益を保持するため第4次日露協約、イギリスとの覚書、特派大使石井菊次郎の石井・ランシング協定を締結した。1917年（大正6年）のロシア革命を好機とみた寺内内閣は北満州・沿海州まで勢力を広げようとした（シベリア出兵）。
寺内正毅の超然内閣に対抗して憲政会が結成されると、寺内首相は1917年（大正6年）に衆議院を解散、総選挙の結果、立憲政友会が憲政会に代わって衆議院の第一党となった。大戦による急激なインフレーションとシベリア出兵を見越した米の買い占めによって国内では米価が暴騰して、1918年（大正7年）8月には富山県の漁村で主婦達が米の安売りを要求したことが新聞に報道されると米騒動が全国に広がった。さらに労働者の待遇改善、小作人の小作料引き下げの運動も起こった。
政府はようやくそれを鎮圧したが、シベリア出兵を推進した寺内正毅首相は1918年（大正7年）9月21日に退陣した。

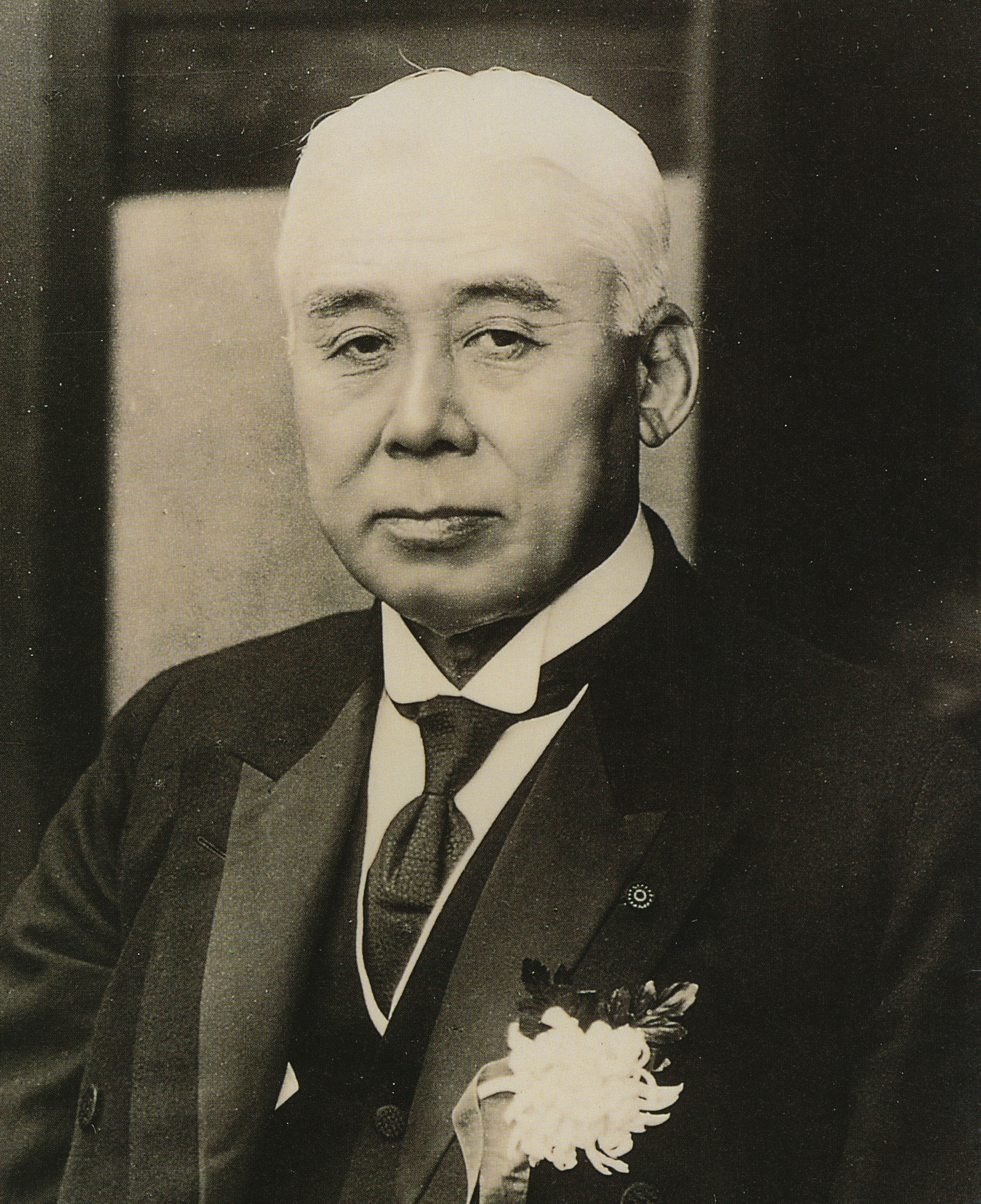
原敬

民衆運動の力を目の当たりにした元老たちはついに政党内閣を認め、立憲政友会総裁の原敬を首相に推薦し、1918年（大正7年）9月29日には初の本格的な政党内閣である原内閣が成立した。華族でなかった原は「平民宰相」と呼ばれて国民に親しまれた。普通選挙の要求が高まった情勢を背景に、原は政党の地位を高めながら自党の党勢拡大を行い、大資本や地主などとの間に深い関係を築いた。また元老との衝突を避けながらも、元老の政治力の縮小に努力した。
しかし、原は普通選挙制の導入については国民の期待に反して「現在の社会の組織に向かって脅迫を与えるもの」として拒み続け、選挙権の納税資格を3円以上に引き下げ、小選挙区制を導入する選挙改革にとどめた。これらは「党利党略」として世論の不信を招いた。また外交面では1919年（大正8年）に満州で日中両軍が衝突する寛城子事件が起きる。1920年（大正9年）の尼港事件では在留邦人と駐留日本軍が赤軍と中国軍に皆殺しにされ内閣の責任が追及された。1921年（大正10年）11月4日には原が東京駅頭で鉄道労働者の中岡艮一に暗殺された（原敬暗殺事件）。
続いて政友会総裁となった高橋是清が首相となり、高橋内閣は経済不況に対応して積極政策を試みたがそのことで内紛が起こったため、緊縮財政と普通選挙を訴える憲政会への期待が高まっていった。外交面では1922年（大正11年）初頭にワシントン会議があり、アジアにワシントン体制が構築された。その結果、日本国内でも国際協調主義が強まった。高橋内閣は内紛により倒れ、代わってワシントン会議全権だった海軍大将加藤友三郎が政友会を事実上の与党として内閣を組織した。加藤はワシントン会議の協定に従って海軍軍縮を行い、さらに山梨半造陸軍大臣によって山梨軍縮と呼ばれる陸軍軍縮も断行して選挙権拡大の検討に入った。
加藤の病死後、関東大震災の危機の中で第2次山本内閣が立てられ、再度政権に返り咲いた山本は挙国一致内閣の必要性と普通選挙採用を訴えたが政友会の協力が得られず、虎の門事件の責任を取り総辞職に追い込まれた。続いて貴族院を母体とした清浦内閣が成立し、反政党政治的な態度を示したが、それに対抗して衆議院の憲政会・革新倶楽部・政友会の三派は、第二次護憲運動を起こした。1924年（大正13年）の総選挙では護憲三派（憲政会、政友会、革新倶楽部）が大勝を収め、護憲三派内閣として加藤高明内閣が成立した。これ以降衆議院の第一党党首が首相を務めるのが風習化した（憲政の常道）。
加藤内閣は、宇垣軍縮と呼ばれる高田陸軍師団・豊橋陸軍師団・岡山陸軍師団・久留米陸軍師団の4個の陸軍師団を削減して大量の将校の人員削減など陸軍軍縮を行い、兵力を削減した経費で戦車・自動車・航空機など20世紀に導入された軍事装備を大量配置して陸軍の近代化を行い、中等学校（現在の高等学校課程にほぼ相当）以上の男子学校のカリキュラムに軍事教練を設けて過剰となった将校を教官にした。
1925年（大正14年）、普通選挙法を成立させ、納税額によらず25歳以上の成人男子全員に選挙権を与える男子普通選挙が実現することになる。しかし、婦人の参政権は認めず、生活貧困者の選挙権も認めないなどの制約があった。普選には「革命」の安全弁としての役割も期待されていたが、同時に8年前のロシア革命のように「革命の発火点」になる恐れも考えられたため、普選法と同時に治安維持法を成立させ、「国体の変革」「私有財産否定」を目的とした活動の禁止と、そうした結社に加入することを厳重に取り締まった。また、勅令175号1925年（大正14年）5月8日により、朝鮮、台湾、樺太にも治安維持法が施行される。しかし普選の実現により、無産政党にも議会進出の道が開かれ、1926年（大正15年）には労働農民党が発足した。また同年治安警察法第17条も廃止された。外交面では、日ソ基本条約を結んで世界史上初の社会主義国家ソビエト連邦との国交を樹立した。
同年12月25日に大正天皇が47歳で崩御し、その長男で摂政を務めていた皇太子裕仁親王が25歳で践祚し、15年程続いた大正時代は終わり、63年間に及ぶ昭和の時代へと突入した。

## 第一次世界大戦と景気

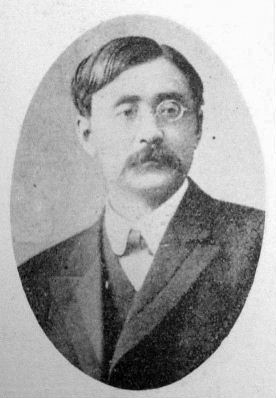
新渡戸稲造

1914年（大正3年）には、第一次世界大戦が勃発した。元老の井上馨はその機会を「天佑」と言い、日英同盟を理由に参戦した。本土や植民地が被害を被ることこそなかったものの、連合国の要請を受けてヨーロッパにも派兵し多数の戦死者を出した結果、戦勝国の一員となった。
発生直後こそは世界的規模への拡大に対する混乱から一時恐慌寸前にまで陥ったが、やがて戦火に揺れたヨーロッパの列強各国に代わり日本とアメリカ合衆国の両新興国家が物資の生産拠点として貿易を加速させ、日本経済は空前の好景気となり、大きく経済を発展させた。特に世界的に品不足となった影響で繊維（紡績産業・漁網製造産業）などの軽工業や造船業・製鉄業など重工業が飛躍的に発展して、後進的な未発達産業であった化学工業も最大の輸入先であるドイツ帝国及びオーストリア＝ハンガリー帝国との交戦によって自国による生産が必要とされて、一気に近代化が進んだ。こうした中で多数の「成金」が出現する。また、政府財政も日露戦争以来続いた財政難を克服することに成功する。
しかし、1918年（大正7年）に戦争が終結すると過剰な設備投資と在庫の滞留が原因となって反動不況が発生した。さらに戦時中停止していた金輸出禁止の解除（いわゆる「金解禁」）の時期を逸したために、日本銀行に大量の金が滞留して金本位制による通貨調整の機能を失った。さらに関東大震災による京浜工業地帯の壊滅と緊急輸入による在庫の更なる膨張、震災手形とその不良債権化問題の発生などによって、景気回復の見通しが全く立たないままに昭和金融恐慌・世界恐慌を迎えることになる。
パリ講和会議では、「人種差別撤廃案」を主張し、大多数の国の支持を得たがアメリカ、イギリス、オーストラリアなどの反対によって否決された。当時アジアの中で数少ない独立国であった日本は、国際連盟に加盟し、アメリカ・イギリス・フランス・イタリアの5カ国と並ぶ世界の1等国として国際連盟の常任理事国となる。国際連盟事務次長には新渡戸稲造が就任している。しかしドイツ植民地であったマーシャル諸島（日本は南洋諸島に南洋庁を設置した）が日本に委任統治された結果、日本の太平洋地域への進出が進み、フィリピンやハワイ諸島を領有するアメリカと直接的に領土・領海の境域が接するようにもなり、日米の対立関係は深まり、アメリカの圧力で日英同盟が解消されるなど、太平洋戦争（大東亜戦争）への伏線が芽生えることにもなった。

## 震災復興

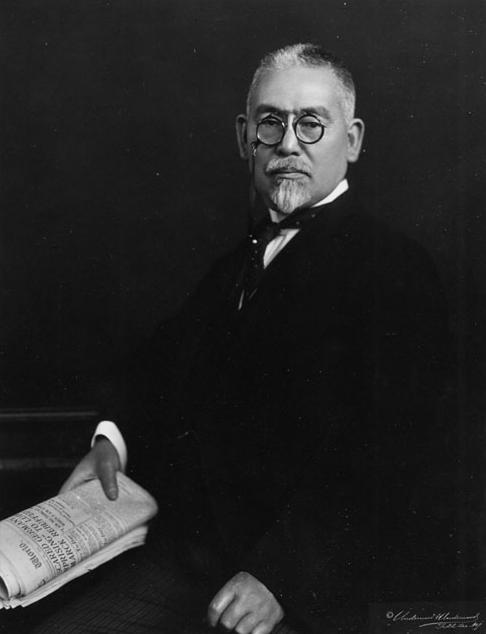
後藤新平

1923年（大正12年）9月1日には関東大震災が生じた。この未曾有の大災害に首都東京は甚大な損害を受ける。震災後、元首相の山本権兵衛が再び政権を担い、第2次山本内閣が成立した。新内閣の内務大臣となった後藤新平が震災復興で大規模な都市計画を構想して手腕を振るった。震災での壊滅を機会に江戸時代以来の東京の街を大幅に改良し、道路拡張や区画整理などを行いインフラが整備され、大変革を遂げた。
江戸の伝統を受け継ぐ町並みが一部を残して破壊され、東京は下水道整備やラジオ放送が本格的に始まるなど近代都市へと大きな進化を遂げた。しかし、一部に計画されたパリやロンドンを参考にした環状道路や放射状道路等の建設は諸事情により行われなかった。これによって培われた経験が戦後の首都高速道路の建設に繋がる。

## 文化

### 芸能文化
日本初のレコードでヒットした歌謡曲とされる松井須磨子の「カチューシャの唄」をはじめとする数々の歌謡曲が誕生した。ジャズもこの時代に日本に伝わり、それなりに発展する。落語・講談・能・文楽・歌舞伎・新派劇・新国劇などの日本的な伝統演劇に対して西洋劇を導入する新劇運動（芸術座・築地小劇場）が盛んになり、昭和時代に発展する芸能界の基礎となる俳優・女優・歌手などの職業が新しく誕生して、その後の大衆文化の原型が生まれた。活動写真（現在の映画）や少女歌劇（現在の宝塚歌劇団）が登場した。

### 都市文化

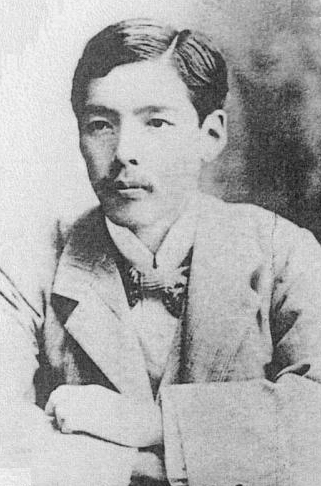
小林一三

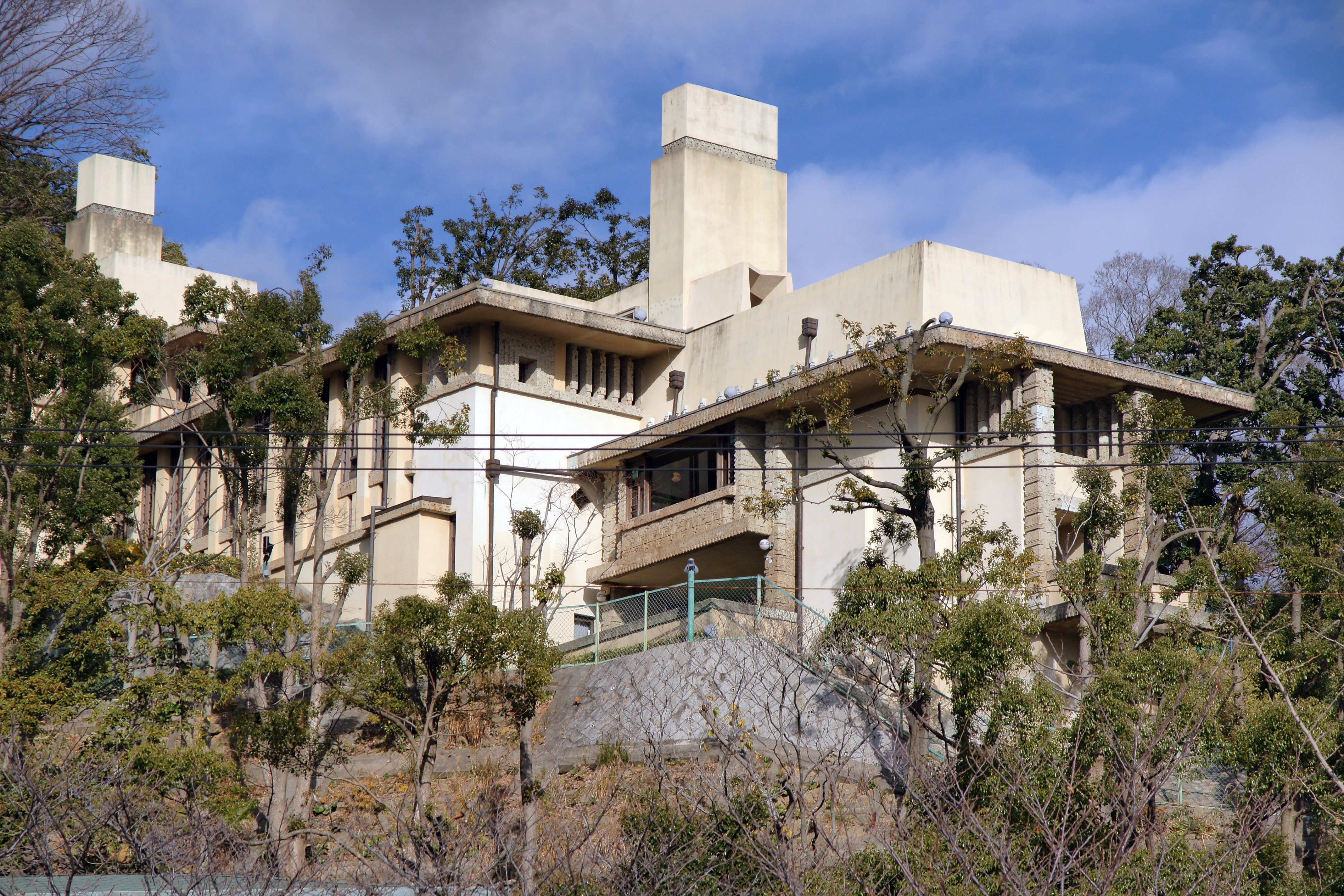
大正時代の洋風住宅（兵庫県芦屋市・旧山邑家住宅）

日露戦争頃から、経済文化の中心地であった大阪・神戸において都市を背景にした大衆文化が成立し（阪神間モダニズム）、全国へ波及した。今日に続く日本人の生活様式もこの時代にルーツが求められるものが多い。一方、東京では1915年（大正4年）に浮世絵版画の復刻をしつつ、新しい伝統木版画を創造しようとしていた渡辺庄三郎の主導によってフリッツ・カペラリの水彩画を錦絵風の木版画にしたのを機に橋口五葉、伊東深水、川瀬巴水、吉田博、名取春仙らによる新版画の活動が開始された。この動きは1923年（大正12年）の関東大震災後には新興の版元を多く巻き込んで全国的に広まり、昭和時代まで続いていった。
道路や交通機関が整備された。路面電車や青バス（東京乗合自動車）や円太郎バスなどの乗合バスが市内を走行した。大正後期から昭和初期までの大大阪時代に大阪府では、東京府よりも先におびただしい私鉄網が完成し、とりわけ小林一三が主導した阪神急行電鉄の巧みな経営術により、阪神間に多くの住宅衛星都市群が出現した。
一方、日清戦争（1894年〜1895年〔明治27年〜明治28年〕）を経て東洋一の貿易港となっていた神戸港に夥しく流入する最新の欧米文化は衛星都市の富裕層に受け入れられ広まり、モダンな芸術・文化・生活様式が誕生した。大阪・神戸は関東大震災後に東京から文化人の移住等もあって、文化的に更なる隆盛をみた。大正中期に都市部で洋風生活を取り入れた「文化住宅」が一般向け住宅として流行をした。
東京府（東京市）では、関東大震災で火災による被害が甚大だった影響で下町が江戸時代の街並みを失う一方、震災の影響が総じて少なかった丸の内、大手町地区にエレベーターの付いたビルディングの建設が相次ぎ、大企業や外資系企業の一大オフィス街が成立した。下町で焼け出された人々が世田谷、杉並等それまで純然たる農村であった地域に移住して、新宿、渋谷を単なる盛り場から「副都心」へと成長させた。
1918年（大正7年）に専門学校から昇格する形で私立大学を中心に旧制大学を認可する大学令と高等学校令が公布されて高等教育機関が整備され、東京帝大の卒業生の半数が民間企業に就職するようになり、大企業や外資系企業に勤める大卒の「サラリーマン」が大衆の主人公となった。
明治時代まで呉服屋であった老舗が次々に「百貨店」に変身を遂げ、銀座はデパート街へと変貌した。井戸やまきによるかまどの使用や明治時代の石油ランプが廃れて、上水道・ガス・電気が普及する。神前結婚や大本教や霊友会など新宗教が盛んになる。家庭電気器具では扇風機・電気ストーブ・電気アイロン・電気コンロが普及した。ブリキやセルロイド製のおもちゃなど新素材のおもちゃが登場した。

### スポーツの開始
箱根駅伝大会が金栗四三の尽力で開始されて、オリンピック競技が盛んになった。1920年（大正9年）のアントワープオリンピックでは、日本人初のメダルとしてテニスで銀メダルを獲得した。朝日新聞社と毎日新聞社による中等学校野球などのスポーツが開始された。明治神宮外苑に「神宮外苑野球場」ができたのが1926年（大正15年）で、その前年出発した「東京六大学野球」が愈々隆盛を極めるようなる。

### マスコミの発達
東京に拠点を置いていた『時事新報』、『國民新聞』、『萬朝報』の主要紙が関東大震災の被災で凋落し、取って代って大阪に本社を置いていた『大阪朝日新聞』、『大阪毎日新聞』が100万部を突破して東京に進出、それに対抗した『讀賣新聞』も成長を果たして、今の「三大紙」といわれるようになる新聞業界の基礎が築かれた。
1925年（大正14年）3月には、東京、大阪、名古屋の主要三大都市でラジオ放送が始まり、新しいマスメディアが社会に刺激を与えるようになる。
大正前期、新聞について書かれた記事によると、『風俗書報』第四六七号（一九一六［大正五］年一月）の「新聞紙」にて柏拳生は「新聞紙は斯く重宝なるものとして貴ばるゝと共に、群衆心理を左右する恐るべき魔力を有す。」と述べている。また、光本悦三郎『鞍上と机上：続東京馬米九里』（一九一四［大正三］年一二月　無星神叢書）の「新聞の裏面」にて「群盲は新聞の裏面を知らないで、表面に現れた文字だけよりかは何も知らない。」とあるように、大正期の新聞は人々に多大な影響を与えた。

### 自動車の登場
震災で鉄道が被害を受けたこともあって、「自動車」が都市交通の桧舞台にのし上がり、「円タク」などタクシーの登場もあって、旅客か貨物かを問わず陸運手段として大きな地位を占めるようになる。また、これまでのような上流階級や富裕層のみならず、中流階級を中心にオースチンなどの輸入車を中心とした自家用車の普及も始まった。

### 食文化
都市部では新たに登場した中産階級を中心に“洋食”が広まり「カフェ」「レストラン」が成長して、飲食店のあり方に変革をもたらした。カレーライス・とんかつ・コロッケは大正の三大洋食と呼ばれた。特にコロッケは益田太郎冠者作詞の楽曲のコロッケの唄 （1917年（大正6年）にヒット）の登場により、洋食とは縁のなかった庶民の食卓にまで影響が及ぶこととなった。米騒動による米価高騰対策として原敬内閣は積極的にパンの代用食運動を展開した。パンは昭和の戦後期になって普及するが、和製洋食に米の御飯と云う、戦後の日本人の食事の主流は大正時代に定着して、中華そばの普及や和食の復権運動があった。ロシアパンがロシア革命で日本に亡命して来た白系ロシア人によって紹介されて広まった。1919年（大正8年）7月7日 に日本で初めての乳酸菌飲料カルピスが発売される。人造氷が発達した。アイスクリーム・パン・チキンライス・コーヒー・ラムネ・紅茶・サイダー・ビール・キャラメル・チョコレートなど洋食品が普及した。喫茶店やレストランが増加した。昭和一桁にかけて、麺類や缶詰類など簡易食品が発達した。

### ファッション

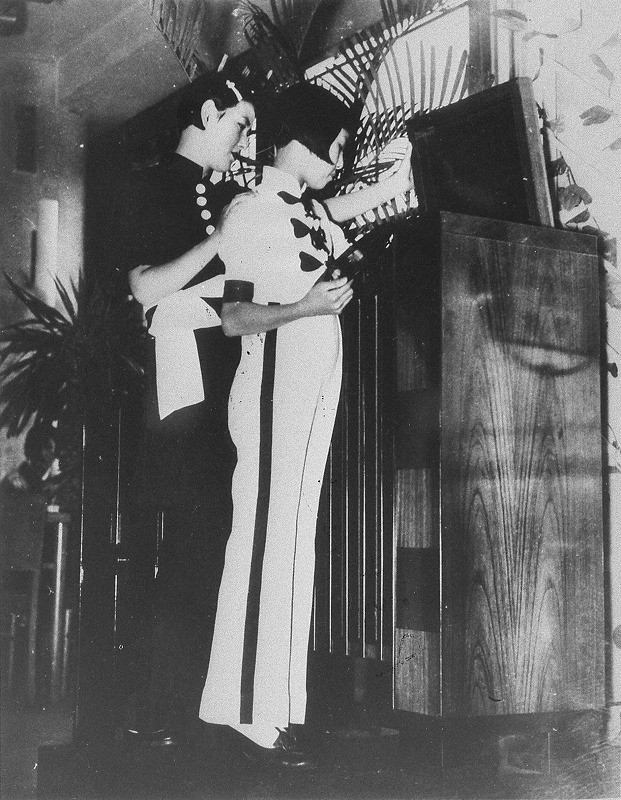
モガ（1923年）

女性の間で洋髪が流行して、七三分け・髪の毛の耳隠しなどが行われた。女学生に制服が使用された。男子はセルの袴が良く使用された。明治時代まで庶民には縁のなかった「欧米式美容室」、「ダンスホール」が都市では珍しい存在ではなくなり、モダンボーイ・モダンガール（モボ・モガ）の男女など、男性の洋装が当たり前になったのもこの時代である。一方、地方（特に農漁村）の労働者階級ではそういった近代的な文化の恩恵を受けることはまれで、都市と地方の格差は縮まらなかった。

### 学術研究史
西田幾多郎などの京都学派が学問の主流だった。東洋史では内藤湖南が唱えた唐宋変革論が盛んに論議された。
1915年（大正4年）に北里研究所が設立された。1917年（大正6年）に財界からの寄付金と国庫補助金、皇室下賜金などのを財源に、半官半民の財団法人として理化学研究所が設立された。その他航空研究所・金属材料研究所・地震研究所が大正時代に設立される。

### 大正文学史
文学界には新現実主義の芥川龍之介、耽美派の谷崎潤一郎、さらに武者小路実篤・志賀直哉ら人道主義（ヒューマニズム）を理想とした白樺派が台頭した。この頃までに近代日本語が多くの文筆家らの努力で形成された。詩・和歌では萩原朔太郎が新しい口語自由詩のリズムを完成させ、今日に続く文章日本語のスタイルが完成し、上記の他に、中里介山の『大菩薩峠』や『文藝春秋』の経営にも当たった菊池寛などの文芸作品が登場した。
出版業界においては1冊1円の「円本」が爆発的に売れた。1921年（大正10年）には、小牧近江らによって雑誌『種蒔く人』が創刊され、昭和初期にかけてプロレタリア文学運動に発展した。また1924年（大正13年）には、小山内薫が築地小劇場を創立し、新劇を確立させた。新聞、同人誌等が次第に普及し、新しい絵画や音楽、写真や「活動写真」と呼ばれた映画などの娯楽も徐々に充実した。俳壇では『ホトトギス』が一大勢力を築き、保守俳壇の最有力誌として隆盛を誇った。柳宗悦が朝鮮美術を薦めて民藝運動を提唱した。
大正時代末期には鏑木清方が「展覧会芸術」などに対して、版画等のことを「卓上芸術」として提唱した。

## 社会問題

### 社会事業
社会事業を巡る議論が盛んとなり、第1回国勢調査が1920年（大正9年）に実施された。米騒動後には政府・地方で社会局および方面委員制度の創設が相次いで行われ、それらの機関によって都市の貧民調査や公設市場の設置などが進められていった。

### 医療衛生問題
東京府・大阪府などの都市部で上水道が普及した。明治期まで非常に多かった乳児死亡率が大正期に減少した。世界中にパンデミックを引き起こしたスペイン風邪は日本国内で2380万人（当時の対人口比：約43%）が感染し、島村抱月や大山捨松、皇族では竹田宮恒久王が死去するなど約39万人の日本人が死亡した

### 教化総動員運動
また、1919年（大正8年）には第一次世界大戦を契機とした国民の思想・生活の変動に対処するという目的で内務省の主導による民力涵養運動が開始されており、後の教化総動員運動の先駆けともなる、国家が国民の生活の隅々まで統制を行おうとする傾向がこの時期から見られるようになる。

### 労働運動
こうして大正年間において社会事業が活発となった原因として、小作争議の頻発や労働運動の大規模化など、地方改良運動に見られるような従来の生産拡大方針では解決不可能な問題が深刻化したことが指摘されている。
鈴木文治によって友愛会が設立されて、第一次世界大戦期間中にインフレが進行したことによって米騒動が発生した。成金が誕生する一方で貧富の差が拡大したことで急増した労働争議に友愛会などの労働組合が深く関係した。

### 部落解放運動
大正デモクラシーによって様々な社会運動が行われた。
明治期に四民平等となった後も、被差別部落出身者に対する差別が残った。明治政府の貧困対策や身分解放政策の不備、また賎民専用の皮革産業などの生業を失い貧困層となったことや、旧百姓身分の農民層からの偏見があった。西光万吉や阪本清一郎らが中心となり1922年（大正11年）に全国水平社が結成された。

### 女性解放運動

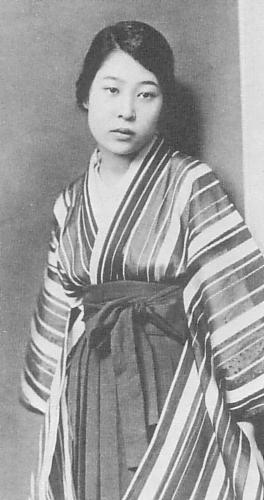
大正時代の女学生

女性の解放が叫ばれ、ウェートレス・デパートの店員・バスガール・電話交換手・劇場の案内人・美容師・事務員・和文や英文のタイピスト・通訳・保母・看護婦・医師など社会に進出して働く職業婦人が増加した。
普通選挙運動の対象が男性のみであったことから、女性の地位向上を目指す女性運動家が出現し、新婦人協会が設立された。また、高等女学校や大学へ進学する女子生徒も増えた。

### 朝鮮併合問題
三・一運動によって朝鮮総督府がこれまでの憲兵警察制度による武断統治を見直し、内鮮一体と朝鮮半島の近代化を目的とする文化政治に改めた。貧困から逃れるため朝鮮人の外地から内地への密航が多発して、在日朝鮮人の増加に伴う内地人との軋轢や社会不安が社会問題となった。

### 大正仏教運動
西洋思想の影響を受けて、仏教思想と西洋哲学を統合する仏教近代化政策が実施された。僧侶の参政権運動が明治末期から大正期にかけてあった。僧侶の政治活動が盛んで妹尾義郎が新興仏教青年同盟を結成した。仏教関係の政治団体が盛んに社会運動を行うが昭和戦前期に軍部によって弾圧された。東京帝国大学でインド哲学の専門学科が1917年（大正6年）に開設された。井上円了を中心に仏教の迷信を否定する妖怪研究があった。1924年（大正13年）に大正新脩大蔵経の編纂が開始された。

## 年表

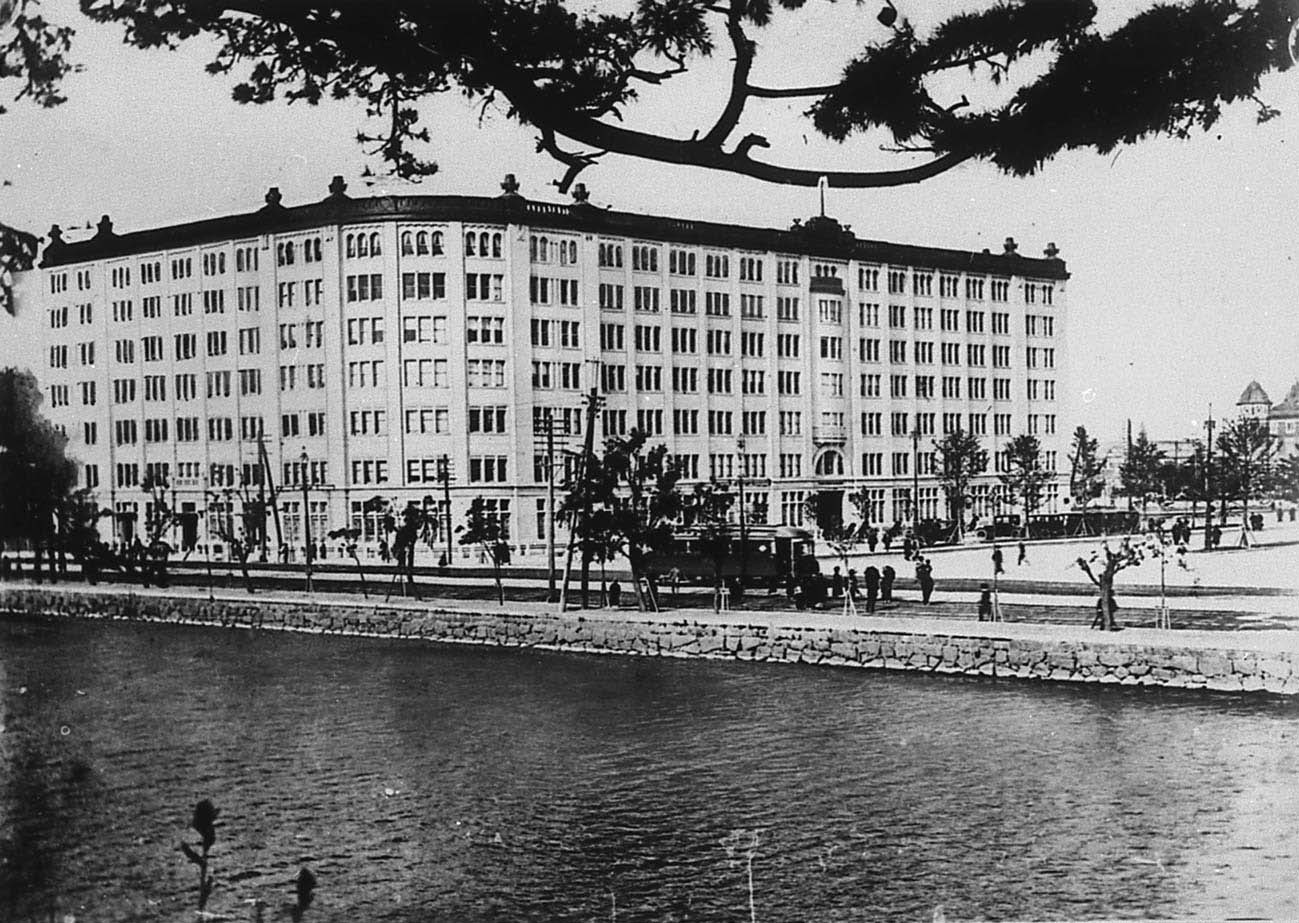
東京海上ビル（日本最初期の本格的高層オフィスビル）

1912年（大正元年）
7月30日、明治天皇崩御、皇太子嘉仁親王が第123代天皇に践祚。明治から大正に改元される。明治天皇の大喪の礼。乃木希典陸軍大将夫妻が殉死する。桂太郎、第3次桂内閣成立。憲政擁護会が結成。火力発電を抜いて水力発電量が第1位になる。友愛会結成。
1913年（大正2年）
大正政変（第3次桂太郎内閣総辞職）、第1次山本権兵衛内閣成立。アメリカ合衆国のカリフォルニア州で排日土地法成立。宝塚唄歌隊（後の宝塚歌劇団）誕生。
1914年（大正3年）
鹿児島県の桜島が大噴火して大隅半島と陸続きになる（桜島の大正大噴火）。外電によりシーメンス事件発覚。大正天皇即位奉祝「東京大正博覧会」始まる。「カチューシャの唄」の流行。日本初の国産車登場。第一次世界大戦勃発、日英同盟を理由にドイツ帝国に宣戦布告、連合国の一員に加わる。東京駅開業。三越呉服店が日本初のデパートメントストア宣言を行い、エレベーター・エスカレーター付きの近代的店舗を建築。
1915年（大正4年）
日本が中華民国の袁世凱政権に対華21ヶ条を要求。第12回衆議院議員総選挙で与党が圧勝。選挙干渉などが起きる。第1回全国中等学校優勝野球大会開催。大正天皇即位の礼。東京証券取引所で空前の出来高。
1916年（大正5年）
吉野作造が「中央公論」で「民本主義」を提案。第四次日露協約締結。夏目漱石死去。
1917年（大正6年）
4月20日、第13回衆議院議員総選挙（政友会165議席，憲政会121議席，国民党35議席，無所属60議席）。ロシア革命。中国での日本権益に関する米国との石井・ランシング協定締結。
1918年（大正7年）
シベリア出兵。1918年米騒動。松下幸之助が二股ソケットを売り出す。鈴木三重吉が「赤い鳥」創刊。第一次世界大戦終結。スペインかぜ流行拡大（第1波）。武者小路実篤が宮崎県に「新しき村」を建設。大学令公布。東京海上ビル完成。
1919年（大正8年）
パリ講和会議開催。3月1日に朝鮮半島で三・一運動。
モスクワでコミンテルン創立大会。7月13日、寛城子事件。カルピス発売。選挙法改正。全国普選期成大会開催。「パイノパイノパイ（東京節）」の流行。
1920年（大正9年）
国際連盟設立。尼港事件。新婦人協会設立。大正天皇の第1回病状発表がされる。上野公園で日本初のメーデー。5月10日、第14回衆議院議員総選挙（政友会278議席，憲政会110議席，国民党29議席、,無所属47議席）、第1回国勢調査（総人口7698万8379人、内地5596万3053人）。明治神宮造営工事が施工。11月4日、尾崎行雄・犬養毅島田三郎ら、政界革新普選同盟会を結成。
1921年（大正10年）
安田善次郎暗殺。原敬暗殺事件。皇太子裕仁親王の欧州訪問の実施と摂政への就任。羽仁もと子の自由学園が創立。スペインかぜ感染終焉。
1922年（大正11年）
ワシントン会議開催、（四カ国条約、九カ国条約、ワシントン海軍軍縮条約）。
山縣有朋・森鷗外死去。大阪市・名古屋市・八幡市で官業労働者がデモ。
ソビエト連邦が成立する。
コミンテルン日本支部として堺利彦・山川均が日本共産党結成。
アインシュタイン来日。
1923年（大正12年）
関東大震災、『国民精神作興ニ関スル詔書』が発布される。「船頭小唄」の流行。丸の内ビルヂング完成。亀戸事件。甘粕事件。虎の門事件。
1924年（大正13年）
排日移民法が米国連邦議会で成立。皇太子裕仁親王が久邇宮良子女王（のち香淳皇后）と成婚、良子女王は皇太子妃となる。第15回衆議院議員総選挙（護憲三派大勝、憲政会151議席、政友会105議席、革新倶楽部30議席、政友本党109議席、無所属69議席）、メートル法実施。甲子園球場完成。婦人参政権獲得期成同盟会が結成。第二次護憲運動。
1925年（大正14年）
治安維持法制定。
普通選挙法制定。
日ソ基本条約締結。
日本政府がソビエト連邦を国家承認する。
日本初のラジオ放送。
1926年（大正15年/昭和元年）
1月30日第1次若槻内閣（若槻禮次郎首相、憲政会内閣）成立。労働農民党結成。朝鮮で6・10万歳運動。日本放送協会設立。12月25日、大正天皇崩御、それに伴い皇太子裕仁親王が第124代天皇に践祚。光文事件。同日昭和に改元。

## 西暦との対照表
| 大正 | 元年   | 2年    | 3年    | 4年    | 5年    | 6年    | 7年    | 8年    | 9年    | 10年   |
| ---- | ------ | ------ | ------ | ------ | ------ | ------ | ------ | ------ | ------ | ------ |
| 西暦 | 1912年 | 1913年 | 1914年 | 1915年 | 1916年 | 1917年 | 1918年 | 1919年 | 1920年 | 1921年 |
| 干支 | 壬子   | 癸丑   | 甲寅   | 乙卯   | 丙辰   | 丁巳   | 戊午   | 己未   | 庚申   | 辛酉   |

| 大正 | 11年   | 12年   | 13年   | 14年   | 15年   |
| ---- | ------ | ------ | ------ | ------ | ------ |
| 西暦 | 1922年 | 1923年 | 1924年 | 1925年 | 1926年 |
| 干支 | 壬戌   | 癸亥   | 甲子   | 乙丑   | 丙寅   |

元年と最終年の期間
大正元年（1912年）: 7月30日〜12月31日〈155日間〉
大正15年（1926年）: 1月1日〜12月25日〈359日間〉

## 大正時代の評価
- 松尾尊兊の自著で「教育が普及していきわたり、都市に住む人が増加して、都市化で住民の都市問題が誕生して、和食や和服から洋食や洋服となり、政治に関心がある国民が増加して民本主義思想や社会運動が活発となった」としている[49]。
- 皿木喜久が自著紹介する山本夏彦のエッセー集では「大正デモクラシーをひと口で言うと『猫なで声』と答える」とした。恋愛が謳歌されて、儒教と断絶して挨拶の口上が言えなくなり、新聞の社説が文語文から口語文となった。のびのびとした大正ロマン文化が花開き、大正自由教育運動などの教育や大正期新興美術運動など芸術で自由な考え方や自由を尊重する試みが行われた。大正時代は日本史上の他の政治制度より一番ましな民本主義が誕生して、欠陥があったが戦後日本の政治思想の基本となっている。デモクラシーが、社会主義思想や平和主義思想と解釈されて、天皇制（天皇・皇室制度）など日本の伝統を否定する考え方と混同されたのが、大正時代であった[50]。

## 現代における大正
2019年（令和元年）10月1日の時点では、日本における明治・大正生まれの人口は114万1千人で総人口の0.9%。
2020年頃より都道府県の最高齢者が大正生まれとなるケースが出てきている。2024年3月に日本最高齢の男性は大正生まれとなり、明治生まれの存命の男性はいなくなっている。

## 大正を冠するもの

### 企業
- 大正製薬
- 大正海上火災保険（後に三井海上火災保険。現三井住友海上火災保険）
- 大正薬品工業
- 大正薬化工業
- 大正銀行 - 2020年に徳島銀行との合併で徳島大正銀行になった。
- 家具の大正堂（ルームズ大正堂）

### 地名（公共施設）
- 大阪市大正区
- 大正橋
- 大正駅
  - 大正駅 (大阪府)
  - 大正駅 (北海道)
  - 大正駅 (長崎県)
- 大正内港
- 大正運河
- 大正警察署
- 大正消防署
- 大正 (八尾市)
- 大正町
- 大正町 (曖昧さ回避)
- 大正村 (曖昧さ回避)
  - 大正村 (北海道)
  - 大正村 (神奈川県)

### テーマパーク
- 日本大正村

### 文化作品名
- 大正九年（ミュージシャン）
- 大正野球娘。
- 大正琴

### 商品
- 大正海老（タイショウエビ）

### 学校
- 大正大学
- 大阪府立大正高等学校 - 2018年度から大阪府立大正白稜高等学校に統合・移行。
- 呉港高等学校（旧称大正中学）